# Témoin
« Témoignage » redirige ici. Pour les autres significations, voir Témoignage (homonymie) et Témoin (homonymie).
Un témoin est un individu qui a assisté à un événement déterminé, qui peut certifier quelque chose d'important sur l'existence ou l'accomplissement de faits intéressant une enquête, donc qui a vu ou entendu de manière significative pour reconstituer tout ou partie des faits expliquant l'événement choisi.
Lors de la rédaction d'un acte commercial ou de vente, de reconnaissance de transactions ou d'état civil, c'est la personne qui certifie sur l'honneur ou par signature les identités présentes et l'exactitude des déclarations. En termes de droit, c'est une personne de plein exercice juridique qui porte témoignage, qui peut déposer devant une autorité officielle, qui est appelée à attester en justice des faits ou d'une partie de leurs réalités, voire qui est assignée à comparaître au cours d'audition ou de procès.

## Étymologie
Le mot témoignage provient par l'ancien français du mot latin classique testĭmōnǐum, ĭi de genre neutre, signifiant le témoignage, l'attestation, la déposition et, de manière générale, la preuve (de jugement). Le mot latin testis, is de genre masculin désigne le témoin, et en particulier le témoin oculaire. Il accompagne souvent les verbes testor, testātus sum, testāri et testǐfǐcor, testǐfǐcātus sum, testǐfǐcāri. Le premier verbe signifie "témoigner, déposer comme témoin, attester, prendre à témoin", et éventuellement "tester, faire son testament". Le second, formé sur "testis facio", c'est-à-dire "faire témoin", signifie "déposer, attester, certifier, témoigner, montrer, prouver..." et éventuellement "prendre à témoin, en appeler au témoignage de quelqu'un d'autre (mieux informé)".
Le mot latin testĭmōnǐum associé aux vocables de justice romaine, en partie présentés ci-dessus, a laissé l'ancien français tesmoing, mot signifiant déjà à la fois témoin et témoignage, attesté dans la Geste des Saxons au XIIe siècle, ainsi que le verbe testmoigner attesté dans les Lois de Guillaume le Conquérant, ouvrage publié fin XIe siècle ou même sous forme simplifiée témoigner, employé couramment à l'écrit par l'abbé cistercien saint Bernard dès 1190. Le mot témoignage, formé par suffixation pour désigner l'action (finalisée) du verbe, est contemporain de la dernière période légèrement avant 1200, où apparaît également la graphie témoin. L'usage testamentaire est également présent dans le midi du royaume de France, avec la formule consacrée "je teste..." surtout prononcée en présence du notaire, lors des graves crises épidémiques du XIVe siècle.

## Lexique judiciaire
Un témoin direct a assisté à la scène, objet d'enquête ou a vécu à l'époque et au lieu précis étudiés. Il existe aussi le témoin auriculaire (qui a entendu), le témoin oculaire (qui a vu), le témoin indirect ou témoin médiat (qui sait par l'intermédiaire d'un quidam ou d'autres personnes a priori fiables). Le témoin peut être partial, s'il éprouve une préférence ou un intérêt ou impartial, s'il reste neutre devant les parties en présence et ne recherche que la précision et la quête de vérité. Un faux témoin est une personne qui fait un faux témoignage, pour égarer les enquêteurs ou falsifier les éléments de l'enquête par profit ou par raisonnement inconséquent. Par métaphore, le témoin muet est la pièce à conviction, la preuve.
Le témoin judiciaire est dit « à charge » s'il témoigne en faveur de l'accusation, « à décharge » s'il témoigne en faveur de la défense.
Il peut aussi être « abusivement appelé « témoin de moralité », s'il ne dépose pas sur les faits mais sur la personnalité du prévenu : son caractère, son tempérament, ses centres d’intérêt ou ses mœurs ». Il peut aussi être qualifié de « témoin de loyauté », s'il constate la régularité de l’accomplissement d’un acte judiciaire (notamment d’une perquisition ou d'un acte d'état civil, exemple : témoin de mariage).

## Définition juridique du témoin par pays

### France
Ne peuvent être témoins, les magistrats, les jurés et la partie civile.
Avant d'être entendus devant un tribunal, ils prêtent serment (« dire toute la vérité, rien que la vérité »), sauf : 
- les enfants de moins de seize ans ;
- les parents proches ;
- les personnes interdites de droits civiques et de famille.

Dans le cadre d'une information judiciaire, ils sont convoqués par le juge d'instruction par citation, ou par officier de police judiciaire, pour procéder à une audition ou une confrontation.
S’il ne peut pas comparaître, le témoin peut être entendu dans le cadre d'une commission rogatoire.
S’il refuse de comparaître, il peut être contraint par la force, après réquisitions du procureur de la République et le juge d'instruction peut prononcer en cas de refus une peine d’amende (article 109 du Code de procédure pénale)
Un témoin « à charge » est celui dont le témoignage est en défaveur du prévenu. Dans le cas contraire, il est un témoin « à décharge ».
L'article 434-13 du code pénal dispose que « le témoignage mensonger fait sous serment devant toute juridiction ou devant un officier de police judiciaire agissant en exécution d'une commission rogatoire est puni de cinq ans d'emprisonnement et de 75 000 euros d'amende. »

### Québec (Canada)
En droit civil québécois, le témoignage direct (ou ex propriis sensibus) consiste en la déclaration d’une personne, le témoin, qui relate les faits qu’elle a personnellement vus ou entendus (2843 C.c.Q.). Toutefois, le témoin peut émettre son opinion lorsque celle-ci consiste en des observations personnelles. Par exemple, un témoin pourrait exprimer au tribunal son opinion sur l’état d’ébriété d’un individu.

### Suisse
Selon le Code de procédure pénale suisse : « On entend par témoin toute personne qui n’a pas participé à l’infraction, qui est susceptible de faire des déclarations utiles à l’élucidation des faits et qui n’est pas entendue en qualité de personne appelée à donner des renseignements ».
Le témoin a l’obligation de témoigner et de dire la vérité ; certaines personnes ont le droit de refuser de témoigner : proches du prévenu, personnes susceptibles de s'incriminer ou d'incriminer un proche, personnes soumise au secret professionnel ou de fonction, etc..

## Psychologie et sociologie
L'existence des témoignages pose de nombreuses questions, notamment de crédibilité et de complicité.
Le témoin est-il honnête ou non (faux témoignage, subornation de témoin) ? Le témoin a-t-il bien vu ? Ne s'est-il pas trompé (syndrome des faux souvenirs) ? Le témoignage est-il fiable et cohérent avec les faits établis ? 
Et le témoin n'est-il pas un complice par laisser-faire (non assistance à personne en danger, loi du bon samaritain) ?
Par ailleurs, la recherche en criminologie montre que l'ordre dans lequel le tribunal auditionne les témoins et experts peut avoir une influence sur le jugement. Une réponse à cet effet serait de laisser la défense choisir l'ordre de présentation des moyens de preuve devant le tribunal.